# Pauvert
Pauvert is een historisch motorfietsmerk.
De bedrijfsnaam was: Ets. Pauvert, Lyon.
Frans merk, opgericht in 1933. Er werden 98- tot 198cc-tweetakt-motorfietsen geproduceerd. Dat duurde slechts enkele jaren.